# Старобогородчанська сільська рада
| Старобогородчанська сільська рада — орган місцевого самоврядування у Богородчанському районі Івано-Франківської області з адміністративним центром у с. Старі Богородчани. Загальна територія сільської ради становить 3263,2 га площі, населених пунктів — 1047,3 га. Водоймища на території, підпорядкованій даній раді: річки Бистриця Солотвинська, Саджавка. Сільській раді підпорядковані населені пункти: - с. Старі Богородчани - с. Скобичівка |

Обидва села газифіковані. Проживає 4144 особи (3424 — у Старих Богородчанах, 720 — на Скобичівці).
На території сільської ради працюють 11 юридичних осіб, 94 фізичні особи підприємці.

## Склад ради
Рада складається з 20 депутатів та голови.

### Керівний склад ради
| ПІБ                       | Основні відомості                                                                     | Дата обрання | Дата звільнення |
| ------------------------- | ------------------------------------------------------------------------------------- | ------------ | --------------- |
| Здерка Ярослав Михайлович | Сільський голова, 1957 року народження, освіта, член Української Народної Партії      | 26.03.2006   | 31.10.2010      |
| Здерка Ярослав Михайлович | Сільський голова, 1957 року народження, освіта вища, член Української Народної Партії | 31.10.2010   |                 |

Примітка: таблиця складена за даними джерела